# Clube dos Desportos de Chingale
O Clube dos Desportos de Chingale (ou Chingale de Tete) é um clube de futebol moçambicano baseado na cidade de Tete, fundado em 1936. Actualmente actua no Campeonato Moçambicano de Futebol.
As cores do clube são amarelo e azul. Sua única competição internacional foi a Copa da CAF de 1999-2000, quando passou a faze preliminar e caiu na primeira fase após perder no agregado para o tunisino Étoile du Sahel por 11 a 0.

## História
O clube foi fundado 20 de Fevereiro de 1936 como Sporting Clube de Tete. Em 1981 passou a adoptar a denominação de Clube dos Desportos de Chingale.

## Estádio
O Chingale de Tete joga em casa no Estádio do Chingale, que possui capacidade de 5000 lugares.

## Palmarés

### Nacional
- Campeonato Moçambicano de Futebol: 1999 (3.º lugar)[1]
- Taça de Moçambique: Finalista vencido: 2008, 2011

### Internacional
| Temporada | Torneio     | Ronda      | Clube           | Casa | Visita | Agregado    |
| --------- | ----------- | ---------- | --------------- | ---- | ------ | ----------- |
| 2000      | Copa da CAF | Preliminar | CD Elá Nguema   | 1-0  | 0-1    | 1-1 (4-2 p) |
| 2000      | Copa da CAF | 1          | Étoile du Sahel | 0-1  | 0-10   | 0-11        |